# Mamplam (Glumpang Tiga)
Mamplam is een bestuurslaag in het regentschap Pidie van de provincie Atjeh, Indonesië. Mamplam telt 381 inwoners (volkstelling 2010).